# Johanna Rönfeldt
Johanna Rönfeldt (Hamburgo, 28 de enero de 1982) es una deportista alemana que compitió en remo. Ganó una medalla de plata en el Campeonato Mundial de Remo de 2006, en la prueba de ocho con timonel.

## Palmarés internacional
| Campeonato Mundial | Campeonato Mundial | Campeonato Mundial | Campeonato Mundial |
| Año                | Lugar              | Medalla            | Prueba             |
| ------------------ | ------------------ | ------------------ | ------------------ |
| 2006               | Eton (Reino Unido) | Medalla de plata   | Ocho con timonel   |